# Dwight D. Eisenhower

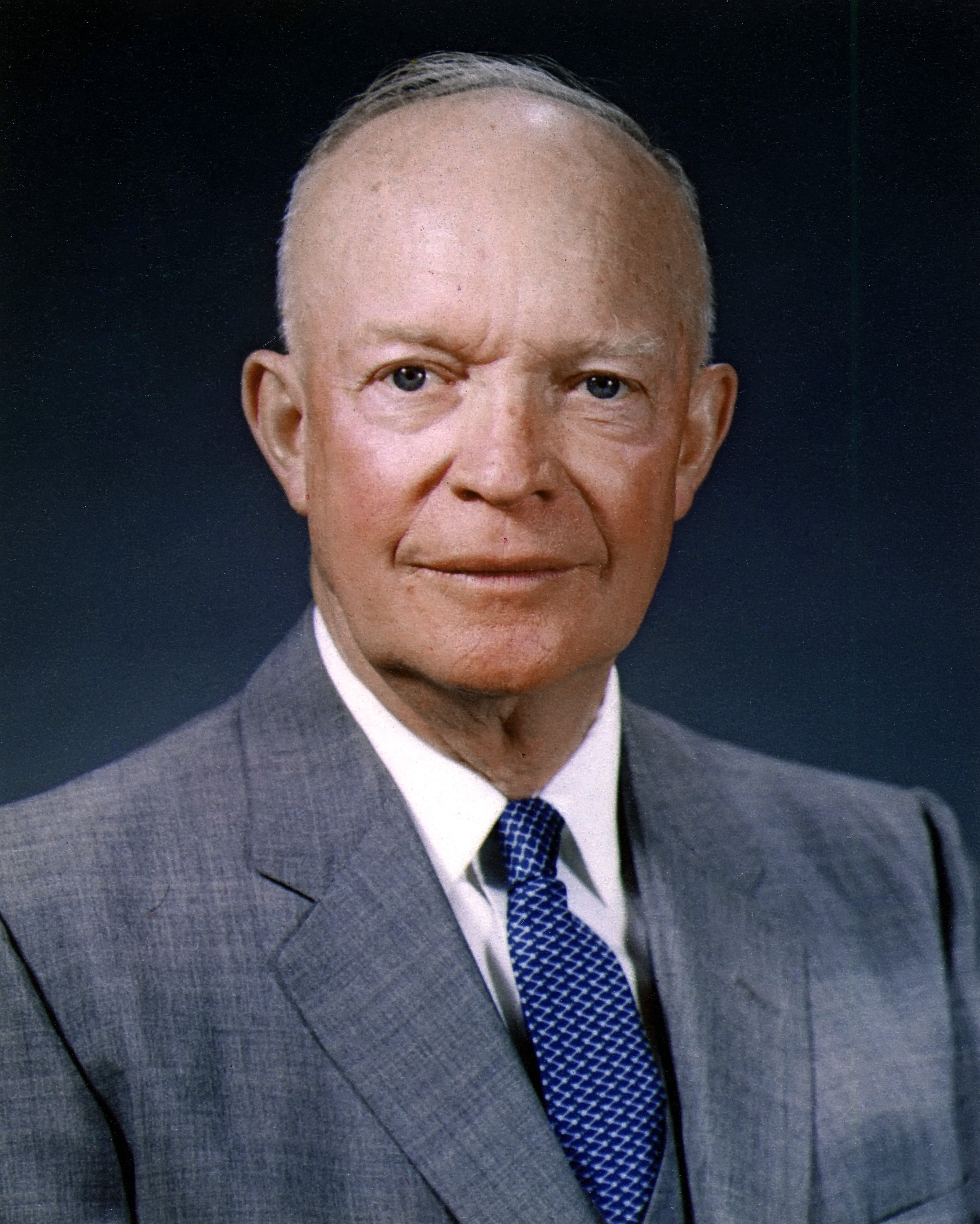
Dwight D. Eisenhower (1959)

Dwight David „Ike“ Eisenhower (* 14. Oktober 1890 in Denison, Texas, als David Dwight Eisenhower; † 28. März 1969 in Washington, D.C.) war ein US-amerikanischer General of the Army und während des Zweiten Weltkriegs Supreme Commander der Supreme Headquarters, Allied Expeditionary Force (SHAEF) in Europa. Als Politiker der Republikanischen Partei war Eisenhower von 1953 bis 1961 der 34. Präsident der Vereinigten Staaten. In seine Amtszeit fiel die Tauwetter-Periode des Kalten Kriegs, die Beendigung des Koreakriegs, der Sputnikschock und das Ende der McCarthy-Ära.

## Biografie

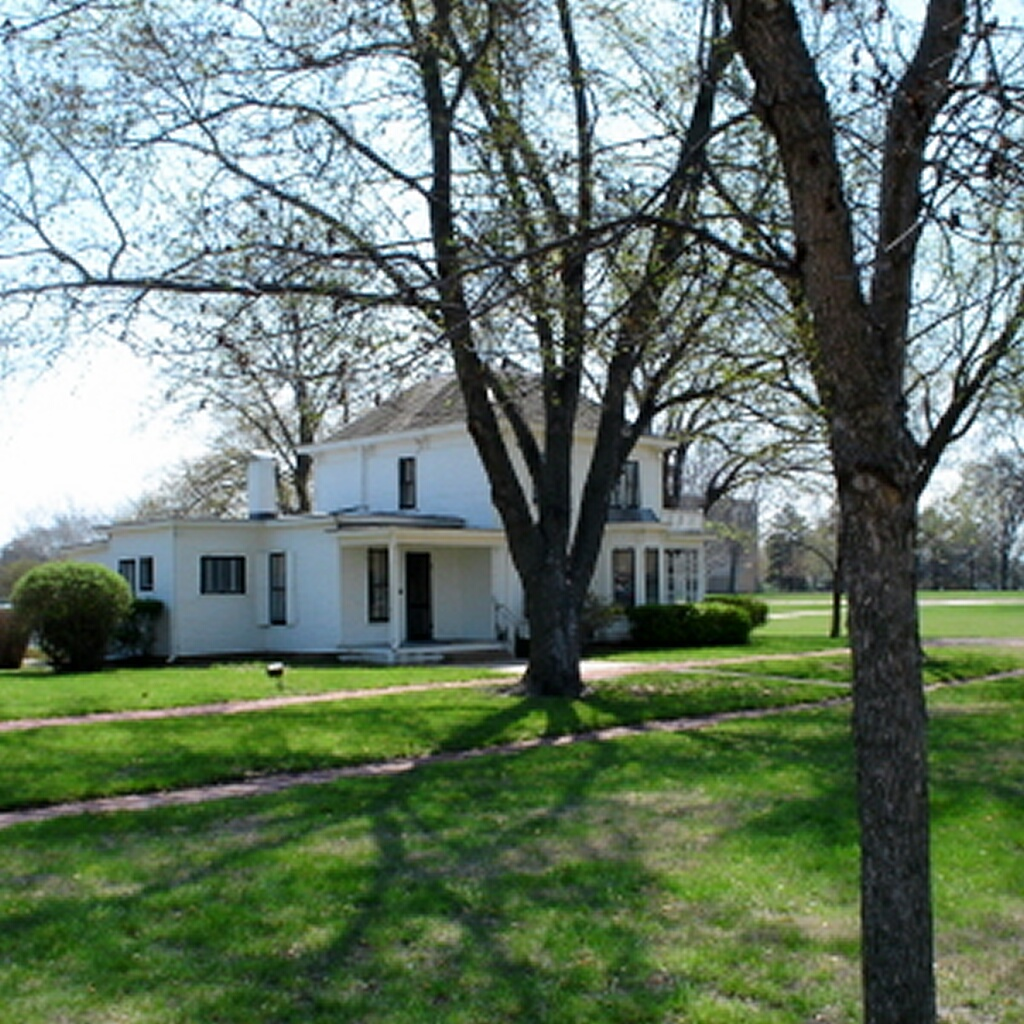
Haus der Familie Eisenhower in Abilene (Kansas)

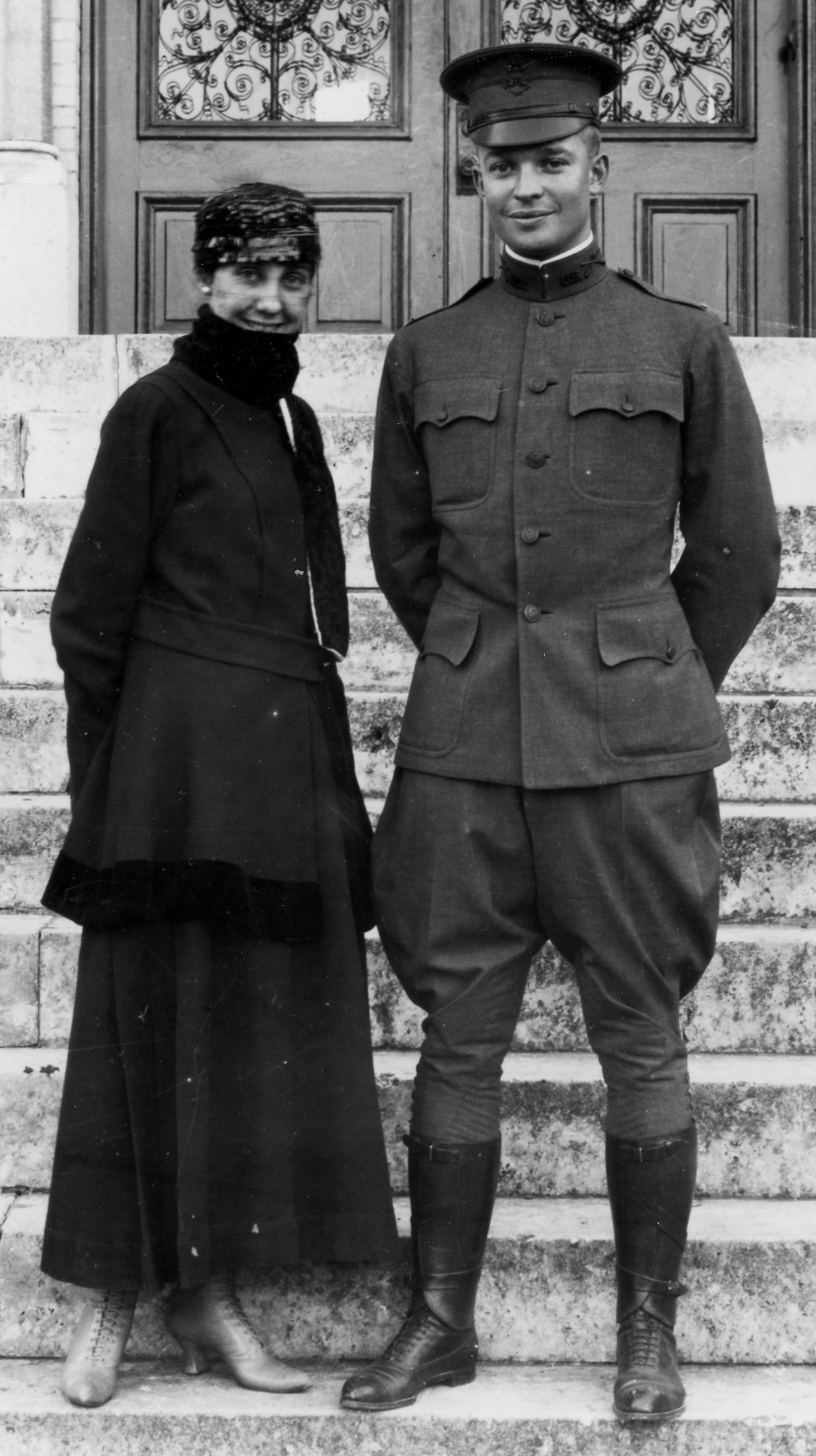
Eisenhower im Ersten Weltkrieg mit seiner Frau Mamie, 1916

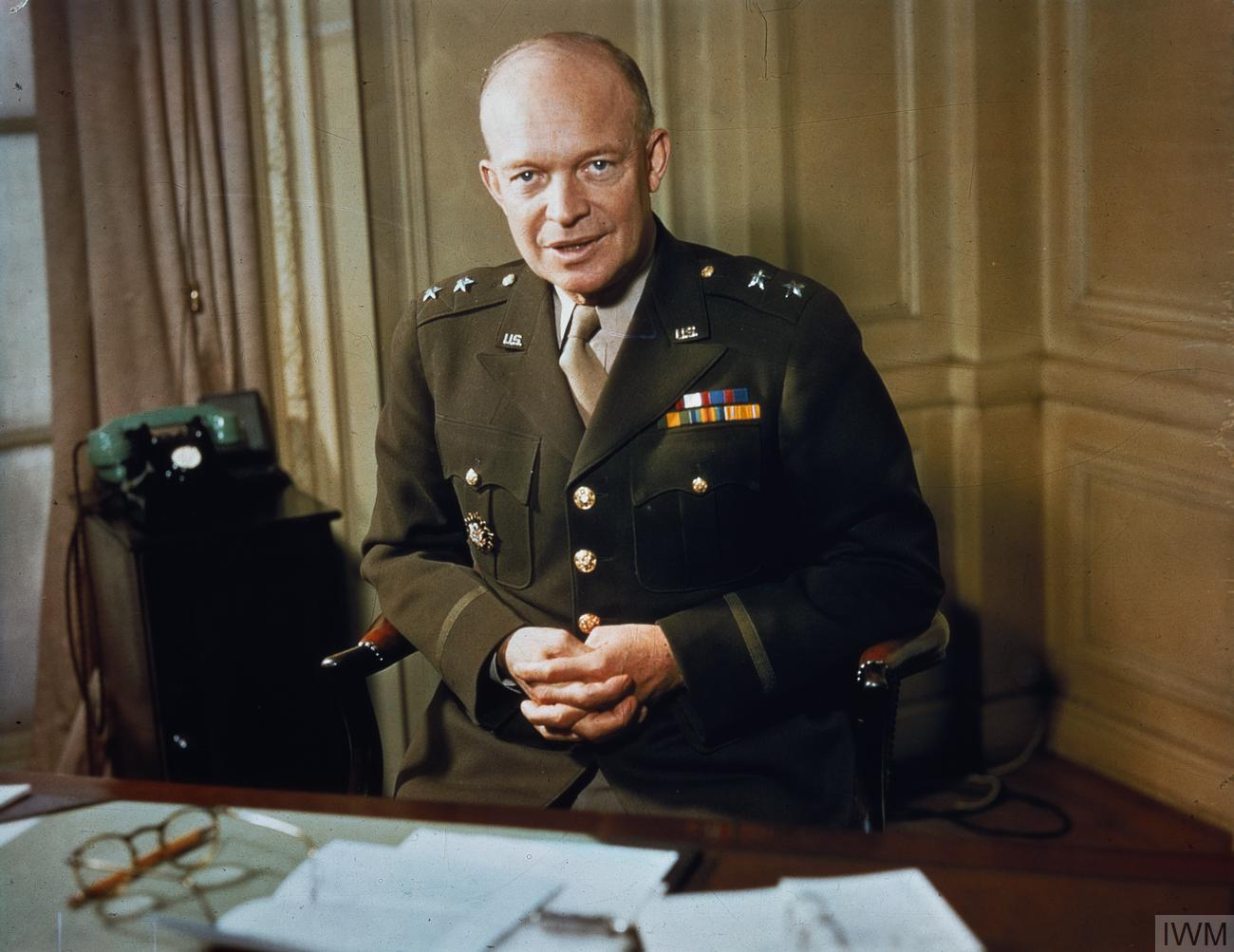
Eisenhower, 1942

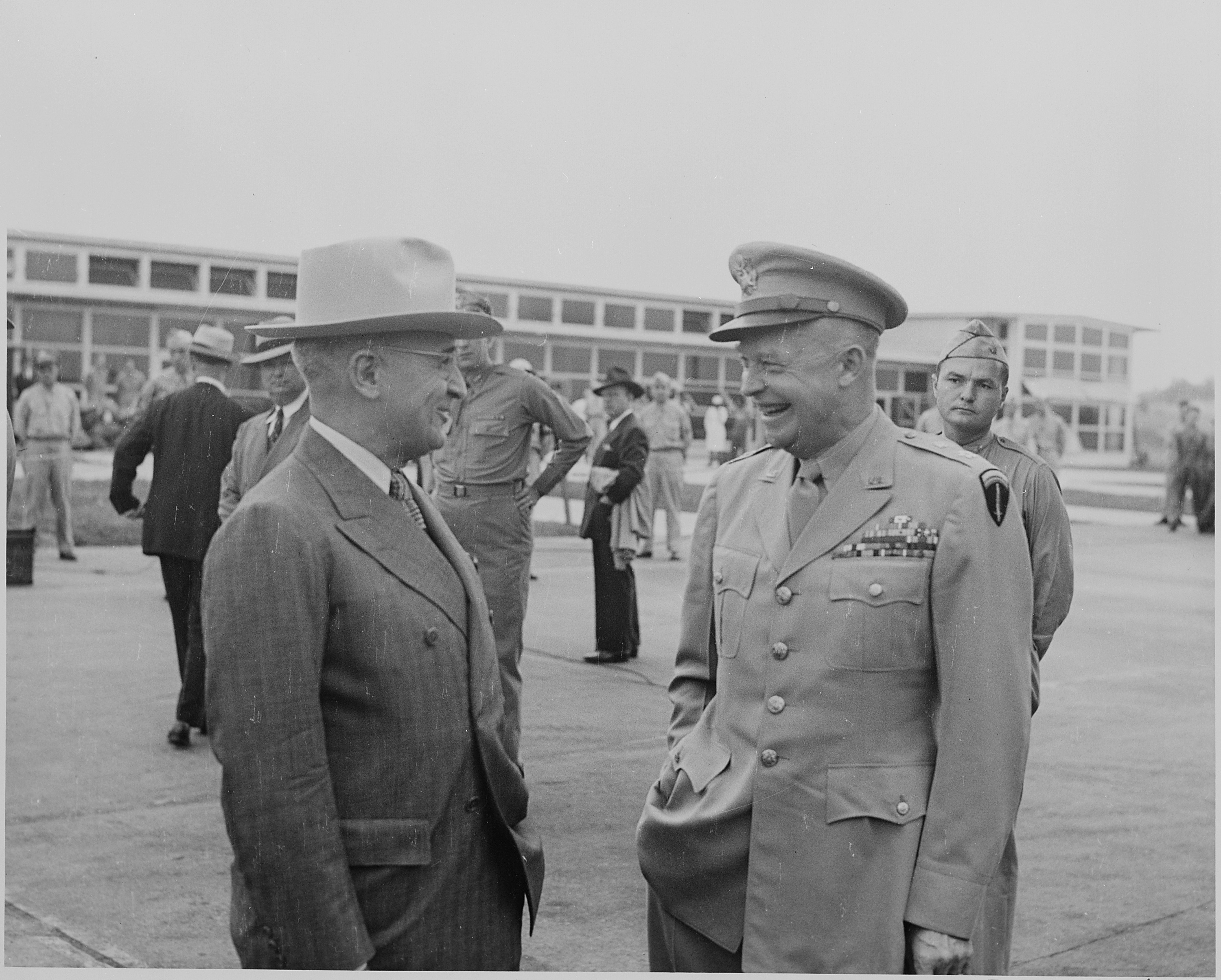
Eisenhower (rechts) im Juni 1945 mit Präsident Truman

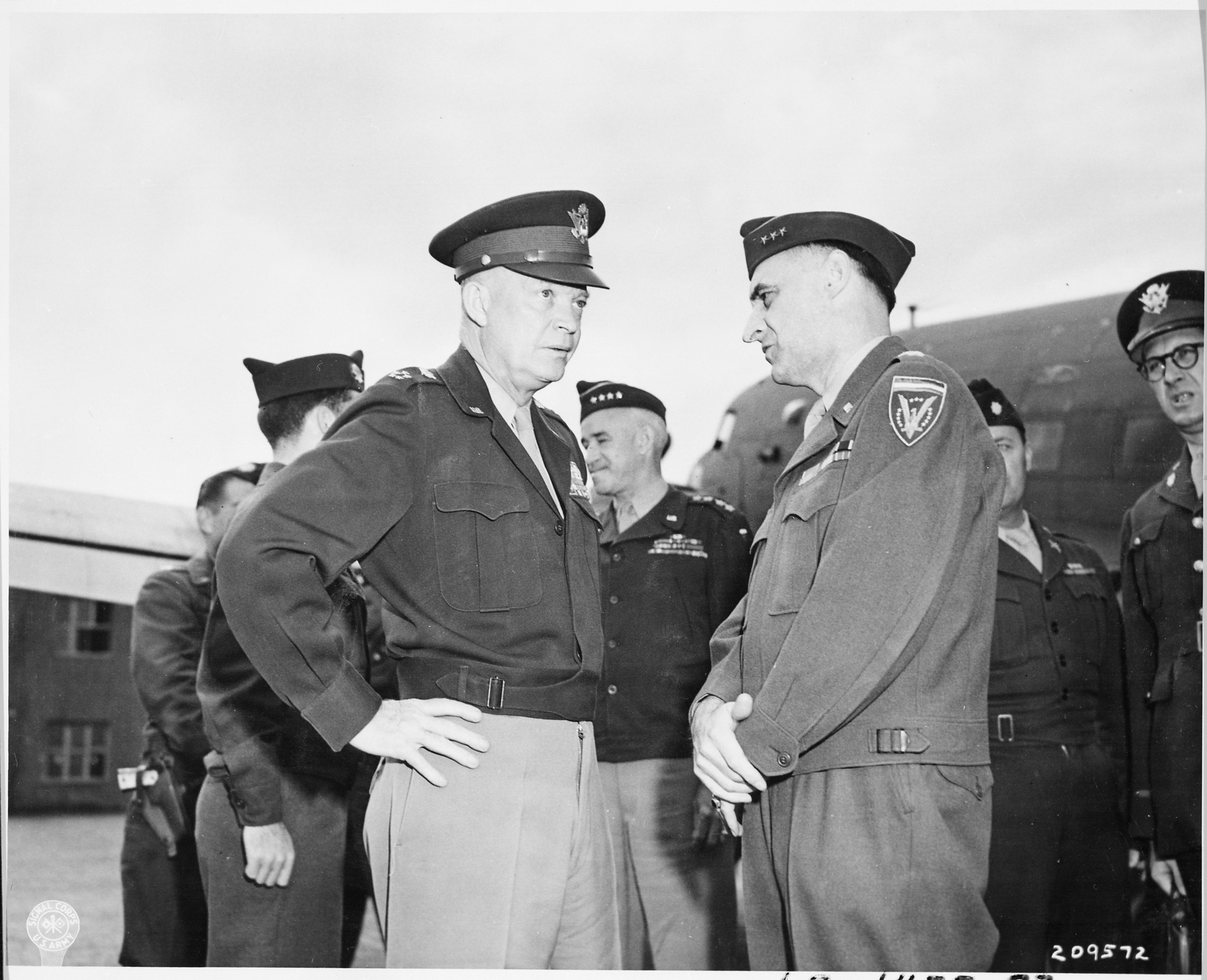
Eisenhower und Lt. General Clay auf dem zuvor durch sowjetische Truppen übergebenen Flugplatz Gatow in Berlin, 20. Juli 1945

### Familie
Der Name Eisenhower ist deutschen Ursprungs und lässt sich auf Hans Nikolaus Eisenhauer (* 1691) aus Eiterbach (Odenwald) zurückverfolgen. Dessen jüngster Sohn, der Holzhauer Johann (Hans) Nicolaus Eisenhauer aus Karlsbrunn im saarländischen Warndt (Grafschaft Saarbrücken), folgte 1741 dem Aufruf William Penns, in das Commonwealth of Pennsylvania auszuwandern, um der religiösen Verfolgung als Mennonit zu entfliehen.
Dwight D. Eisenhower wurde in Denison (Texas) als drittes Kind der Eheleute David Jacob Eisenhower und Ida Elizabeth (geborene Stover) geboren. Sein Geburtsname war David Dwight Eisenhower. David Jacob Eisenhower (1863–1942) war der zweifache Urenkel von Johann Nicolaus Eisenhauer. Eisenhowers Mutter, Ida Elizabeth Stover (1862–1946), geboren in Mount Sidney (Virginia), war deutsch-protestantischer Abstammung. Die Eltern Dwight D. Eisenhowers heirateten am 23. September 1885 in Lecompton (Kansas).
David Jacob Eisenhower betrieb einen Gemischtwarenladen in Hope (Kansas), aber das Geschäft scheiterte und die Familie verarmte. Die Eisenhowers lebten anschließend von 1889 bis 1892 in Texas und kehrten dann nach Kansas zurück. David Jacob Eisenhower arbeitete dort als Eisenbahnmechaniker und danach in einer Molkerei.
Eisenhower hatte sechs Brüder: Arthur, Edgar, Roy, Paul, Earl, und Milton. Paul verstarb schon im Alter von 10 Monaten an Diphtherie. 1892 zog die Familie nach Abilene, Kansas, wo Dwight D. Eisenhower 1909 von der Abilene High School abging. Beide Eltern gehörten der Glaubensgemeinschaft der River Brethren an und Eisenhower wuchs in diesem Milieu auf. Die Mutter war sehr religiös und erzog die Kinder in diesem Sinne. Noch während seiner Jugend wandte sie sich den Zeugen Jehovas zu. Wahrscheinlich aus diesem Grund spielte er später den Einfluss der Mutter auf seine Sozialisation herunter.
Im Jahr 1916 heiratete er Mamie Geneva Doud (1896–1979), mit der er zwei Söhne hatte. Der ältere, Doud Dwight Eisenhower (1917–1921), starb jung an Scharlachfieber. Der jüngere, John Sheldon Doud Eisenhower (1922–2013), wurde Brigadegeneral und US-Botschafter in Belgien.

### Militärische Laufbahn

#### Aufstieg vor dem Zweiten Weltkrieg
Am 14. Juni 1911 trat Eisenhower in die US Military Academy in West Point, New York, ein, wo er 1915 seinen Abschluss machte. Während dieser Zeit fiel er mehr durch regelwidriges Verhalten als durch besonderen Fleiß auf. 1915 wurde er zum Second Lieutenant, 1916 zum First Lieutenant und 1917 zum Captain befördert. Von 1915 bis 1918 diente er in der Infanterie. Er wurde 1918 Lieutenant Colonel im Brevet-Rang der National Army und war als einer der wichtigsten Ausbilder der noch jungen US-Panzertruppe tätig.
Kurz nach dem Ersten Weltkrieg im Jahr 1919 nahm Eisenhower als offizieller Beobachter am Motor Transport Corps Convoy teil. Dieser sollte das Straßennetz der Vereinigten Staaten auf Kriegstüchtigkeit und transkontinentale Mobilität prüfen, wozu ein militärischer Konvoi am 7. Juli in Washington, D.C. startete und 62 Tage später am Zielort in Oakland, Kalifornien eintraf. In Eisenhowers Bericht über die Fahrt ging er auf den Straßenzustand der Strecke ein, machte Vorschläge zum ordnungsgemäßen Bau und Instandhaltung von Straßen. Er kam zum Schluss, dass ausgedehnte Fahrten mit LKW durch den mittleren Westen, anders als im östlichen Teil der Vereinigten Staaten, nicht durchführbar seien, solange die Straßen nicht verbessert werden. Eisenhower schöpfte später als Präsident aus dieser Erfahrung, als er den Highway Act vom Juni 1956 auf den Weg brachte.
Zudem schloss er Freundschaft mit dem später zum General beförderten George S. Patton. 1920 wurde Eisenhower zum Major befördert. Von 1922 bis 1924 diente er als Executive Officer unter Fox Conner in der Panamakanalzone. 1925 bis 1926 besuchte er das Command and General Staff College und diente von 1929 bis 1933 im Kriegsministerium.
Von 1933 bis 1935 war er Chief Military Aide des Chief of Staff of the Army, General Douglas MacArthur, den er 1935 als Militärberater auf die Philippinen begleitete. Er war bis 1939 stellvertretender Militärberater der philippinischen Regierung. Eisenhower hatte starke Meinungsverschiedenheiten mit MacArthur über die Rolle der philippinischen Armee und die Führungsqualitäten, die ein amerikanischer Armeeoffizier an den Tag legen und bei seinen Untergebenen entwickeln sollte. Die daraus resultierende Antipathie zwischen Eisenhower und MacArthur hielt für den Rest ihres Lebens an. Historiker sind zu dem Schluss gekommen, dass diese Zusammenarbeit eine wertvolle Vorbereitung auf den Umgang mit den herausfordernden Persönlichkeiten von Winston Churchill, George S. Patton, George Marshall und Bernard Montgomery während des Zweiten Weltkriegs darstellte. Er lernte auf den Philippinen das Fliegen, machte 1937 einen Alleinflug über die Philippinen und erwarb 1939 in Fort Lewis eine US-Privatpilotenlizenz. 1936 wurde er Lieutenant Colonel und 1941 Colonel. Im September 1941 wurde er Stabschef der 3. US-Armee in Texas und erhielt die Beförderung zum Brigadier General. Sein höchstes Truppenkommando war bis zu diesem Zeitpunkt das eines Bataillons gewesen.

#### Zweiter Weltkrieg
Nach dem Eintritt der Vereinigten Staaten in den Zweiten Weltkrieg im Dezember 1941 wurde Eisenhower zum Generalstab in Washington berufen, wo er unter anderem als Chef der War Plans Division (Abteilung für strategische Planung) und als Assistant Chief of Staff tätig war, seit März 1942 als Generalmajor. Er arbeitete dort unter Generalstabschef General George C. Marshall. Im Juni 1942 wurde er dann Leiter des amerikanischen Hauptquartiers in Europa (ETOUSA) und Generalleutnant, im August zusätzlich des Allied Force Headquarters und somit Oberbefehlshaber bei der amerikanischen Landung in Nordafrika (Operation Torch). Im Februar 1943, während des Tunesienfeldzugs, wurde er zum Vier-Sterne-General befördert und ihm wurde zusätzlich die britische 8. Armee unterstellt. Diese Operation geriet durch die hohen Verluste unter den amerikanischen Truppen in die Kritik. Eisenhower war anschließend ebenso Oberbefehlshaber der alliierten Truppen bei der Landung auf Sizilien und im nachfolgenden Italienfeldzug.
Am 24. Dezember 1943 wurde er zum Oberbefehlshaber der alliierten Streitkräfte in Nordwesteuropa (Supreme Commander Allied Expeditionary Force) ernannt. Als solcher leitete er die wichtigste Militäraktion der westlichen Alliierten des Krieges in Europa: die Landung der alliierten Truppen in der Normandie (Operation Overlord) im Juni 1944. Ihm wurde auch das Oberkommando über alle britischen Heerestruppen und der strategischen Luftstreitkräfte übertragen. Nach der gelungenen Invasion in der Normandie (Operation Neptune) gelang es den Alliierten, Frankreich zu befreien. Eisenhowers persönliche Sekretärin Kay Summersby enthüllte in ihren 1948 erschienenen Memoiren, dass bei der Befreiung von Paris ein deutscher Offizier ein Attentat auf ihren Chef geplant hatte. Die Aufdeckung führte zu einer drastischen Verstärkung seines Personenschutzes.
Am 20. Dezember 1944 wurde er (nach Rangdienstalter) als dritter Offizier nach Marshall und MacArthur zum General of the Army ernannt.
Er wehrte die deutsche Ardennenoffensive ab, wobei er Spannungen mit Frankreich wegen der Abwehr einer zweiten deutschen Offensive in Kauf nahm. Danach erfolgte die militärische Eroberung und die politische Befreiung von Deutschland, wobei Eisenhower gegen die Wünsche der Briten nicht direkt auf Berlin vorrücken, sondern die US-Truppen nach der Überquerung des Rheins im März 1945 in Richtung Süd- und Mitteldeutschland vorstoßen ließ, um das mitteldeutsche Industriegebiet einzunehmen und ein Ausweichen der Deutschen nach Süden, in die Alpenfestung, zu verhindern.

#### Nachkriegszeit
Nach der Bedingungslosen Kapitulation der Wehrmacht wurde Eisenhower zum Militärgouverneur über die US-Besatzungszone (siehe Alliierter Kontrollrat) und zum Oberbefehlshaber über die amerikanischen Besatzungstruppen in Deutschland ernannt, deren Hauptquartier sich im I.G.-Farben-Haus in Frankfurt am Main befand. Er besaß keine Hoheitsgewalt in den anderen drei Zonen, die von Großbritannien, Frankreich und der Sowjetunion kontrolliert wurden (mit Ausnahme von Groß-Berlin). Nach der Entdeckung der nationalsozialistischen Gräueltaten in den Konzentrationslagern befahl er, die Folgen der dort begangenen kriminellen Taten zur Verwendung in den Nürnberger Kriegsverbrecherprozessen mit Kameras als Beweismittel zu dokumentieren. Er ließ deutsche Kriegsgefangene (Prisoners of War/POW) unter amerikanischer Obhut von nun an als entwaffnete feindliche Kräfte einstufen, was zwar nicht gegen den Wortlaut der Genfer Konventionen, aber gegen deren Grundlagen verstieß.
In den letzten Wochen des Krieges ging die Zahl eingebrachter deutscher Kriegsgefangener in die Millionen. Sie waren anfangs zum Großteil in den sogenannten Rheinwiesenlagern untergebracht. Dort herrschten wegen Überfüllung katastrophale Bedingungen.
Eisenhower folgte den Anweisungen, die vom Vereinigten Generalstab der US-Streitkräfte in der Direktive JCS 1067 angeordnet worden waren, aber er lockerte das seit dem 12. September 1944 bestehende Fraternisierungsverbot und die schweren Lasten für die Bevölkerung etwas, indem er 400.000 Tonnen Lebensmittel an die Zivilbevölkerung verteilen ließ. Als Reaktion auf die durch den Krieg verursachten Verwüstungen in Deutschland, insbesondere die durch die Nahrungsmittelknappheit verursachte Hungersnot, die infolge der Flucht der Heimatvertriebenen aus den Ostgebieten des Deutschen Reiches und anderen Gebieten in Osteuropa noch verschärft wurde, ließ er Vorkehrungen zur Verteilung von Lebensmitteln und medizinischer Ausrüstung treffen. Im November 1945 folgte er dann George C. Marshall als Chief of Staff of the Army (CSA), als der er die Belange der US Army im Vereinigten Generalstab vertrat.

#### Präsident der Columbia University und politische Anfänge
Der amtierende, aber unpopuläre Präsident Harry S. Truman schlug Eisenhower 1947 vor, sich im Falle einer Nominierung von Douglas MacArthur durch die Republikaner als Präsidentschaftskandidat der Demokraten für die Wahl 1948 aufstellen zu lassen. Truman selbst wollte dabei das Amt des Vizepräsidenten übernehmen. Eisenhower lehnte das Angebot aber ab, weil er nicht Präsident werden wollte. Auch eine Offerte des Präsidenten, als dessen Vizepräsidentschaftskandidat anzutreten, schlug der angesehene General aus. Bei der Präsidentschaftswahl konnte Truman dann den Republikaner Thomas E. Dewey überraschend schlagen.
1948 wurde er von General Omar N. Bradley als CSA abgelöst und übernahm als Nachfolger von Frank D. Fackenthal die Position des Präsidenten der Columbia University. 1950 wurde Eisenhower zum ersten Supreme Allied Commander Europe und damit zum Oberkommandierenden der NATO-Streitkräfte in Europa berufen. Am 31. Mai 1952 beendete er seinen Militärdienst, um sich auf die Kandidatur zum US-Präsidenten vorzubereiten.

### Präsidentschaftskandidatur 1952

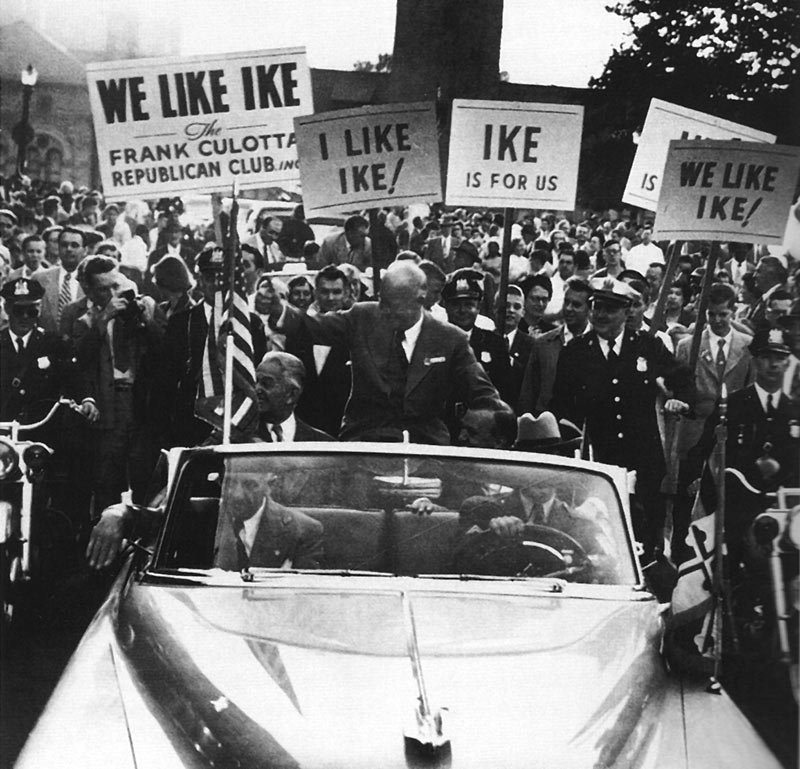
Eisenhower wird bei einem Wahlkampfauftritt in Baltimore bejubelt, September 1952

1952 wurde Eisenhower wieder auf die Präsidentschaftskandidatur angesprochen, diesmal aber sowohl von Demokraten als auch Republikanern. Er lehnte zunächst erneut ab, weil er sich selbst nicht für einen Politiker hielt.
Eisenhower änderte seine Meinung, als im ganzen Land „I-Like-Ike“-Clubs (dt. „Ich mag Ike“) aus dem Boden schossen. Der eigentlich unpolitische Eisenhower war auch nicht Mitglied einer der beiden Parteien. Eisenhower ließ sich von den Republikanern nominieren, weil er an ein Zwei-Parteien-System glaubte und es seit dem Amtsantritt von Franklin D. Roosevelt 1933 keinen republikanischen Präsidenten mehr gegeben hatte. Auf dem republikanischen Nominierungsparteitag im Sommer 1952 setzte er sich gegen den einflussreichen Senator Robert A. Taft durch. Taft war der damalige Anführer des konservativen Parteiflügels, der anders als Eisenhower den Programmen des New Deal skeptisch gegenüberstand. Auch außenpolitisch vertraten der Senator und der General konträre Standpunkte; so bekannte sich Taft zum Isolationismus, trat also für eine Begrenzung des amerikanischen Engagements im Ausland ein. Während Taft auf die Fürsprache der Konservativen zählen konnte, wurde Eisenhowers Bewerbung von den liberalen und moderaten Kräften in der Partei vorangetrieben. Einer der wichtigsten Unterstützer war der liberale Gouverneur von New York, Thomas E. Dewey, der für die Republikaner schon 1944 und 1948 angetreten, jedoch an Roosevelt und Truman gescheitert war. Trotzdem hatte Deweys Wort innerparteilich immer noch Gewicht. Als Vizepräsidentschaftskandidaten stellte man den Senator aus Kalifornien und späteren Präsidenten Richard Nixon auf. Nixon, gegen den es aufgrund diverser Kontroversen um seine Person zum Teil erheblichen Widerstand gab, sollte das Ticket der Republikaner geographisch kompensieren; auch schien der Senator mit 40 Jahren eine sinnvolle Ergänzung zu dem 62-jährigen General. Darüber hinaus hatte er, anders als Eisenhower, bereits politische Erfahrung im Kongress gesammelt.
Während seiner Wahlkampfkampagne nannte Eisenhower seinen demokratischen Konkurrenten Adlai E. Stevenson nie beim Namen, sondern kritisierte überwiegend die Politik des amtierenden Präsidenten Truman, der sich keiner erneuten Wiederwahl stellte. Er hielt dabei der scheidenden demokratischen Regierung den erfolglosen Koreakrieg, eine behauptete Ausdehnung des Kommunismus und Korruptionsvorwürfe gegen Staatsangestellte vor; der republikanische Slogan war Korea, Communism and Corruption („Korea, Kommunismus und Korruption“). Diese Strategie funktionierte; er erhielt bei der Wahl am 4. November 1952 rund 55 Prozent im Popular Vote und wurde mit 442 Wahlmänner-Stimmen zum Präsidenten gewählt; auf Stevenson entfielen 89 Wahlmänner. Wesentlichen Anteil an seinem hohen Wahlsieg hatte Eisenhowers Popularität als Kriegsheld. Die Republikaner holten aber auch die Mehrheit der Mandate in beiden Kammern des US-Kongresses.

### Präsidentschaft (1953–1961)

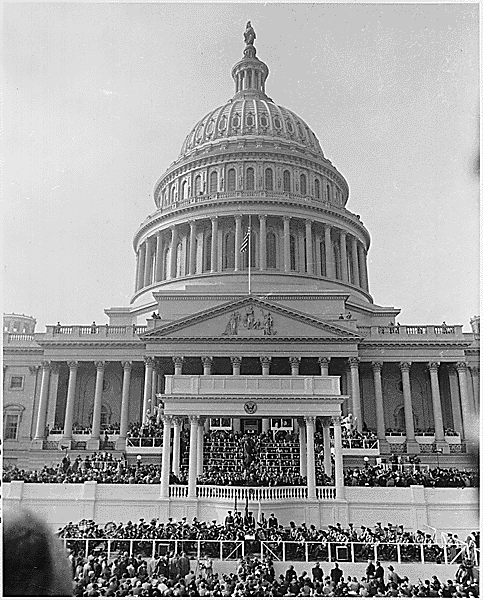
Feierlichkeiten zu Eisenhowers Amtseinführung am 20. Januar 1953

Eisenhower trat nach seinem Wahlsieg das Amt des Präsidenten turnusgemäß am 20. Januar 1953 an. Dessen Inauguration fand mit großem, bis dahin beispiellosem Aufwand statt: der Vorbeizug einer Vielzahl von Musikgruppen, Umzugswagen und Militärfahrzeugen, 20.000 Soldaten, dazu unzähliger Pferde, drei Elefanten sowie einer Hundekolonne aus Alaska beanspruchte ca. 4 1⁄2 Stunden. Er blieb bis zum 20. Januar 1961 Präsident der USA, regierte also zwei komplette Amtszeiten. Bis zur Inauguration von Donald Trump im Jahr 2017 war Eisenhower der letzte Präsident, der vor seinem Amtsantritt niemals ein politisches Wahlamt bekleidet hatte.

### Erste Amtszeit

#### Kalter Krieg und Aufrüstung

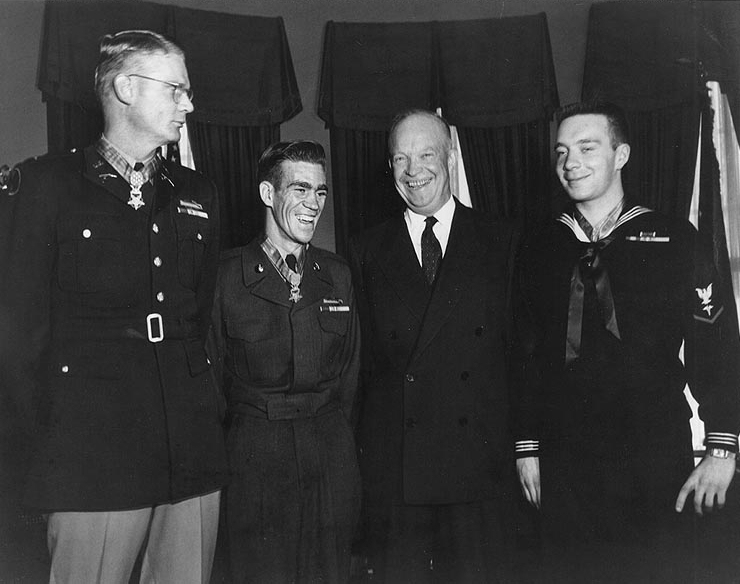
Eisenhower (zweiter von rechts) posiert im Januar 1954 mit Angehörigen der Streitkräfte, denen er zuvor die Medal of Honor verliehen hatte

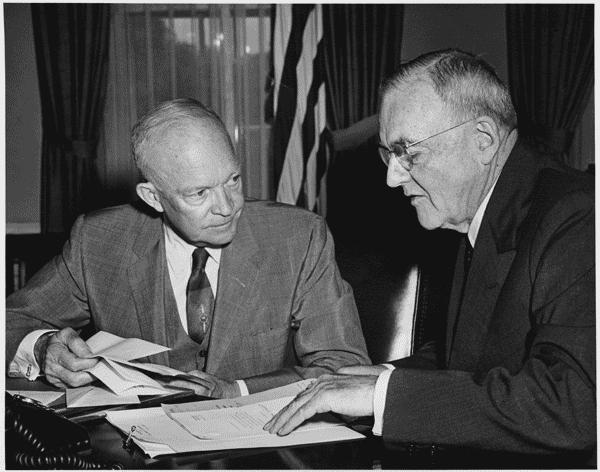
Präsident Eisenhower (links) im Oval Office mit Außenminister Dulles 1956

Prägend für die Außenpolitik während der Eisenhower-Regierung war der Kalte Krieg. Zu Beginn seiner Präsidentschaft waren die Beziehungen zwischen der Sowjetunion und den Vereinigten Staaten äußerst angespannt. Am 5. März 1953, rund sechs Wochen nach seiner Vereidigung starb der sowjetische Diktator Josef Stalin. Unter Nikita Chruschtschow, der sich schrittweise als Nachfolger durchsetzte, verbesserten sich die Beziehungen leicht. Dennoch wurde in der US-Öffentlichkeit ein Atomkrieg als permanente Bedrohung angesehen. Gegenüber der UdSSR trat Eisenhower mit dem Grundsatz der „kompromissbereiten Abschreckungspolitik“ auf. Dies bedeutete, dass er zwar gegenüber dem Ostblock für einen diplomatischen Austausch offen war, gleichzeitig aber die USA unter seiner Führung eine massive Aufrüstung betrieben. Dies zeigte sich insbesondere an der Weiterentwicklung von Atomwaffen, die in den 1950er-Jahren dutzendfach getestet wurden. Darüber hinaus autorisierte Eisenhower etliche Spionageaktionen wie Aufklärungsflüge gegen die bzw. über der Sowjetunion. Auf Rat von General Matthew B. Ridgway widerstand Eisenhower Bitten, auf der Seite der Franzosen in Indochina zu intervenieren. Er unterschrieb Verteidigungsverträge mit Korea und Taiwan und war an diplomatischen Beziehungen mit Kuba beteiligt. Eisenhower unterstützte während des Kalten Krieges die Bemühungen Amerikas zur weltweiten Völkerverständigung mit Mitteln der Kulturdiplomatie, darunter Tanz, Film und Musik. Die dafür vorgesehenen Gelder flossen neben dem State Department an die United States Information Agency. Er selbst sah darin vor allem ein Mittel der psychologischen Kriegsführung, um die öffentliche Meinung im Ausland in seinem Sinne zu beeinflussen und die Attraktivität amerikanischer Werte zu erhöhen.

#### Koreakrieg
Eines der drängendsten Probleme, mit denen Eisenhower sich unmittelbar nach seinem Amtsantritt konfrontiert sah, war der andauernde Koreakrieg. Bereits während seiner Wahlkampagne von 1952 hatte er sich für eine diplomatische Lösung ausgesprochen. Nach der Teilung Koreas in einen kommunistischen, pro-sowjetischen Norden und einen antikommunistischen Süden hatte Nordkorea unter Diktator Kim Il-sung nach gegenseitigen Provokationen 1950 in Südkorea interveniert mit dem Ziel der Übernahme des US-verbündeten Südkorea durch den Norden. Präsident Truman hatte daraufhin nach der Resolution 85 des UN-Sicherheitsrates (bei der die Volksrepublik China nicht berücksichtigt wurde) mit einem UN-Mandat Truppen entsandt, um dies zu verhindern. Als wenig später die Volksrepublik China in den Konflikt eingriff und den Norden unterstützte, entwickelte sich rasch ein militärisches Patt. Damit standen die USA zum Zeitpunkt von Eisenhowers Amtsübernahme mitten in einem verlustreichen Krieg, dessen Ende nicht absehbar war.
Eisenhower wandte schließlich zwei Finten an, um auf die rotchinesische Regierung einzuwirken: Einerseits erweckte er den Eindruck, als ob die USA eine Invasion nationalchinesischer Truppen von Taiwan auf das chinesische Festland tolerierten; andererseits ließ er über den indischen Staatschef Jawaharlal Nehru an die chinesische Führung durchsickern, dass die USA in Betracht zögen, die Mandschurei und Zentralchina zu bombardieren, notfalls auch mit taktischen Nuklearwaffen. Darüber hinaus ließen die USA es zu, dass kommunistische Parteimitglieder unter den repatriierungsunwilligen Kriegsgefangenen agitierten, um sie zur Rückkehr zu bewegen. Am 30. März 1953 erklärte sich der chinesische Außenminister Zhou Enlai bereit, alle Gefangenen, die keine Repatriierung wünschten, neutralen Schutzmächten zu übergeben.
Nach langen Verhandlungen schlossen die Konfliktparteien am 27. Juli 1953 ein Waffenstillstandsabkommen. Es bestätigte im Wesentlichen den 38. Breitengrad als Grenze zwischen Nord- und Südkorea und legte eine vier Kilometer breite, entmilitarisierte Zone entlang der Grenze fest. Da es sich aber nicht um einen Friedensvertrag handelte, dauert der Konflikt rein formal an.

#### Umsturz im Iran 1953

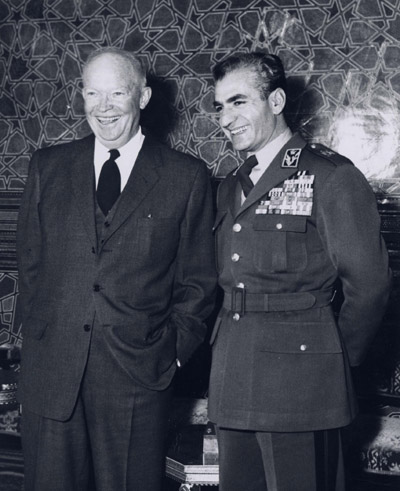
Eisenhower und Schah Mohammad Reza Pahlavi im Jahr 1959

Wie sein Außenminister John Foster Dulles vertrat Eisenhower die Auffassung, dass die UdSSR die vornehmlich gegen die US-Verbündeten Großbritannien und Frankreich gerichteten antikolonialen Bestrebungen für ihre Zwecke benutzten, um den Einfluss der USA weltweit zurückzudrängen. Als der iranische Premierminister Mohammad Mossadegh die im Iran tätigen britischen Ölfirmen verstaatlichen wollte, um den iranischen Anteil am Gewinn des Ölgeschäfts zu erhöhen, stimmte der Präsident einem Umsturz im Iran zu, um die drohende Verstaatlichung zu verhindern. Vertreter der britischen Regierung hatten ein derartiges Vorgehen bereits vor Eisenhowers Amtszeit angeregt, jedoch lehnte Eisenhowers Vorgänger Harry S. Truman eine amerikanische Beteiligung ab. Nachdem Eisenhower das Präsidentenamt übernommen hatte, autorisierte er die Durchführung eines Putsches im Iran unter Beteiligung der CIA. Infolge des Umsturzes wurde der autokratisch regierende Schah Mohammad Reza Pahlavi an die Macht gebracht und die drohende Verstaatlichung der britischen Ölfirmen abgewendet.
Die CIA räumte 60 Jahre später, im August 2013, ihre Beteiligung am Umsturz offiziell ein.

#### McCarthy-Ära
In die ersten Jahre von Eisenhowers Präsidentschaft fiel die McCarthy-Ära, ein öffentlicher Feldzug zur Aufdeckung vermeintlicher kommunistischer Umtriebe. Eisenhower selbst wähnte, im State Department wären seit der Amtsübernahme Franklin D. Roosevelts im März 1933 mehrere „Sozialisten“ in Spitzenpositionen gelangt, und beauftragte Außenminister Dulles im März 1953 mit einer Säuberung. Als Senator Joseph McCarthy jedoch begann, auch Kabinettsmitglieder und andere hochrangige Politiker des Kommunismus zu bezichtigen, wandte sich Eisenhower gegen ihn und konnte mit Unterstützung von Senatoren beider Parteien McCarthy Ende 1954 mehr und mehr isolieren und seinen Einfluss zurückdrängen.

#### Interstate-Highway-System
Im Februar 1955 kündigte Eisenhower den Bau der Interstate Highways an. Ein entsprechendes Gesetz wurde Anfang 1956 verabschiedet. Das Anliegen, das amerikanische Straßennetz zu verbessern, begleitete ihn seit 1919, als er im Auftrag der United States Army die Highways im ganzen Land inspiziert hatte. Neben besseren Verkehrsverbindungen und einer Anregung der Konjunktur waren für ihn dabei auch militärische Erwägungen ausschlaggebend.

### Wiederwahl 1956
Bei der Präsidentschaftswahl am 6. November 1956 wurde Eisenhower im Amt bestätigt. Nachdem er 1955 einen Herzinfarkt erlitten hatte, war zunächst gemutmaßt worden, er werde sich auf eine Amtsperiode beschränken. Schließlich stimmte der populäre Präsident aber einer erneuten Kandidatur zu; im Februar 1956 verkündete er sie offiziell. Sein demokratischer Herausforderer war erneut, wie bereits 1952, Adlai E. Stevenson. Eisenhower konnte gemeinsam mit seinem Vizepräsidenten Richard Nixon die Wiederwahl mit klarer Mehrheit gewinnen: Für seinen Verbleib im Weißen Haus sprachen sich rund 57 Prozent der Wähler aus. Im Electoral College hatte er 457 Wahlmänner, Stevenson nur 73. Das Wahlergebnis galt eher als Triumph Eisenhowers und nicht so sehr als ein Sieg der Republikanischen Partei. Die Demokraten konnten im Kongress ihre bei den Zwischenwahlen 1954 erlangte Mehrheit in beiden Kammern (Senat und Repräsentantenhaus) verteidigen. Die demokratische Mehrheit im Kongress blieb über das Ende der Eisenhower-Administration hinaus bestehen. Beim Auseinanderfallen der Parteien von Kongressmehrheit und Präsident spricht man daher vom Divided government, einer geteilten Regierung. Am 20. Januar 1957 wurde Eisenhower vor dem Kapitol für seine zweite Amtszeit vereidigt.

### Zweite Amtszeit

#### „Eisenhower-Doktrin“, Berlin-Krise und „Friedliche Koexistenz“
Mit der nach ihm benannten Doktrin von 1957 modifizierte Eisenhower die Containment-Politik seines Amtsvorgängers Truman insofern, als die bislang eher defensiven Eindämmungspläne gegen etwaige stalinistische Expansionsbestrebungen nun durch die aggressivere Politik des Rollback ersetzt werden sollten. Er verkündete sie in einer Grundsatzrede am 5. Januar 1957 und reagierte damit auf die Sueskrise des Jahres 1956, die den westlichen Einfluss im arabischen Raum (besonders Ägypten) massiv eingeschränkt hatte. Im Herbst 1958 kam es zur sogenannten Berlin-Krise, als die sowjetische Führung die Westmächte aufforderte, West-Berlin zu verlassen und an die DDR abzutreten. Sowohl die Regierung Eisenhower als auch die Verbündeten im Vereinigten Königreich und Frankreich lehnten diese Forderung kategorisch ab und ließen ein entsprechendes Ultimatum aus Moskau verstreichen. Nachdem der sowjetische Ministerpräsident Nikita Sergejewitsch Chruschtschow 1959 als erster sowjetischer Regierungschef die USA besucht hatte, schwenkten die Regierungen der beiden Supermächte jedoch auf einen Kurs der „friedlichen Koexistenz“ um. Im selben Jahr wurde die Eisenhower-Doktrin auch formal aufgegeben.

#### Raumfahrtprogramm

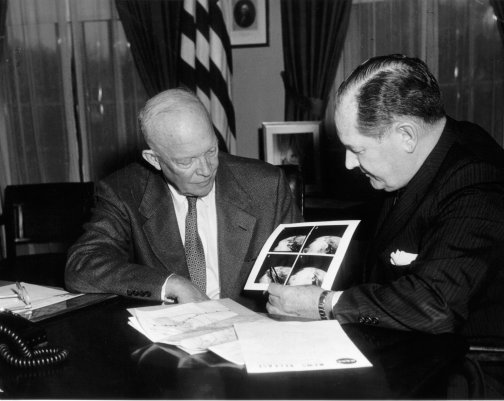
Eisenhower (links) mit NASA-Direktor Thomas Keith Glennan im April 1960

Das US-Raumfahrtprogramm nahm während Eisenhowers Präsidentschaft seinen Anfang. Als 1957 die Sowjetunion mit dem Sputnik den ersten Satelliten in den Weltraum beförderte und damit ihren Vorsprung in der Raumfahrttechnik demonstrierte, war die US-Öffentlichkeit schockiert. Als Reaktion kam es im Kontext des Kalten Krieges zu einem Wettlauf der politischen Systeme, als die Vereinigten Staaten 1958 begannen, ihr eigenes Weltraumprogramm voranzutreiben.
Die Planungen sahen vor, ein bemanntes Raumschiff in eine Umlaufbahn um die Erde zu schicken. In der Frühphase wurde von einem bemannten Satelliten gesprochen. Am 26. November 1958 erhielt das Projekt den Namen Mercury. Die ersten bemannten Raumflüge fanden jedoch erst nach dem Ende von Eisenhowers Amtszeit statt.

#### U2-Zwischenfall von 1960
Präsident Eisenhower genehmigte während seiner Amtszeit mehrere streng geheime Spionageflüge über dem Ostblock, insbesondere der UdSSR. Ziel dieser Aufklärungsflüge war der Gewinn von Erkenntnissen über Militärstützpunkte der Sowjets und damit auch eine Einschätzung ihrer tatsächlichen militärischen Stärke. Zu erheblichen diplomatischen Spannungen kam es im Mai 1960, als der Pilot Francis Gary Powers mit seiner Lockheed U-2 über dem Ural abgeschossen wurde und in sowjetische Gefangenschaft geriet. Auf dem Pariser Gipfeltreffen zwischen den vier Siegermächten des Zweiten Weltkriegs brüskierte Chruschtschow Eisenhower; unter anderem zog er die zuvor ausgesprochene Einladung an Eisenhower, Moskau zu offiziellen Gesprächen zu besuchen, wieder zurück, verlangte von Eisenhower eine öffentliche Entschuldigung und eine exemplarische Bestrafung der für den Spionageflug verantwortlichen Personen. Da Eisenhower diesen Forderungen nicht nachgeben wollte, scheiterte der Gipfel. Erst eine Neuordnung der diplomatischen Beziehungen zwischen den USA und der UdSSR unter Präsident John F. Kennedy führte im Februar 1962 zu Powers Freilassung nach Amerika.

#### Wirtschafts- und Sozialpolitik

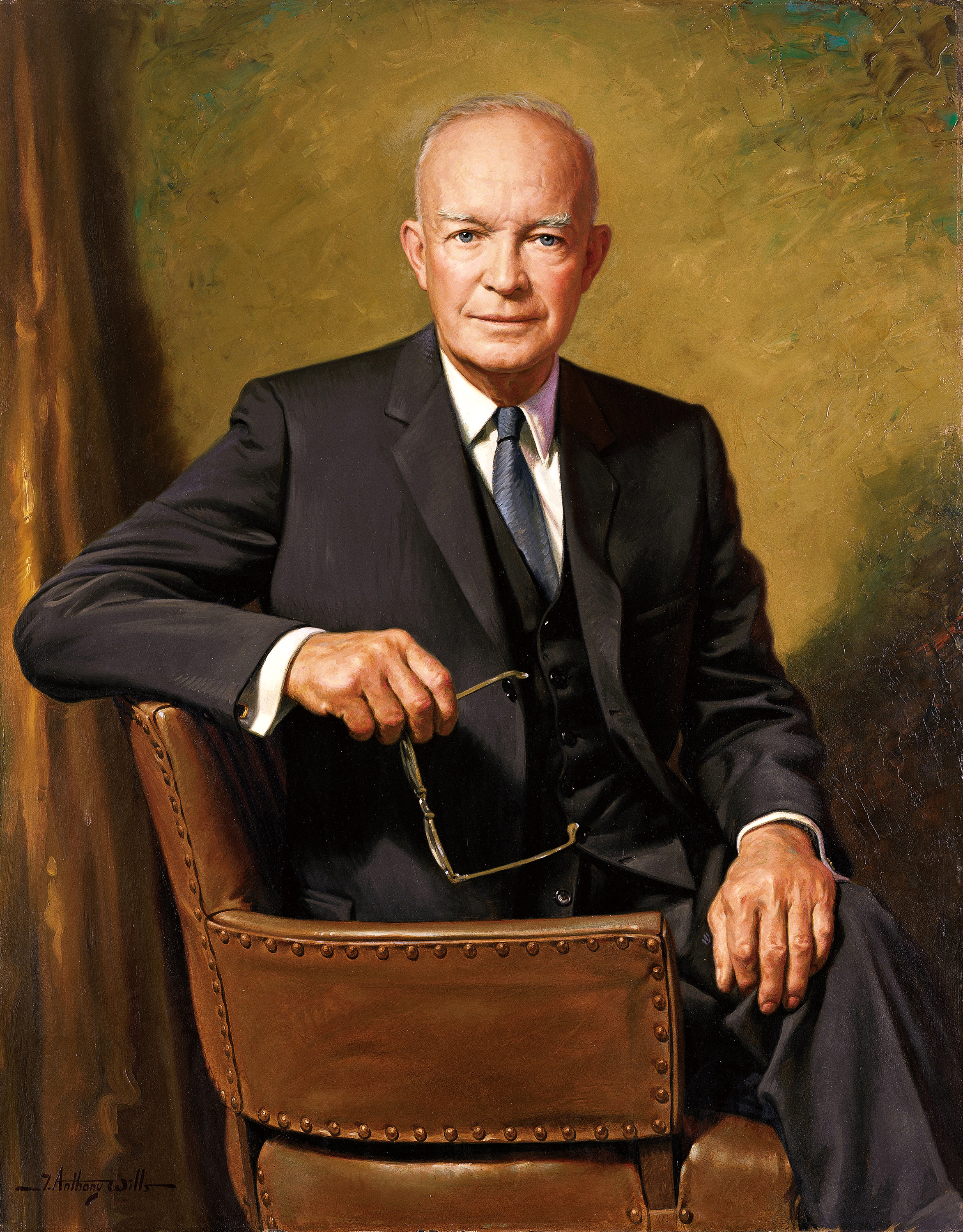
Eisenhowers offizielles Porträt im Weißen Haus

Innenpolitisch verfolgte Eisenhower einen gemäßigten Kurs und grenzte sich somit von den konservativen Republikanern ab. Eine Kooperation mit den Demokraten war ohnehin unumgänglich, da die Republikaner nur in den ersten zwei seiner acht Jahre Regierungszeit die Mehrheit der Mandate in beiden Kammern des US-Kongresses stellten. Daher arbeitete Eisenhower mit den beiden Parteiführern der Demokraten, dem Sprecher des Repräsentantenhauses Sam Rayburn und dem Mehrheitsführer im Senat und späteren Präsidenten Lyndon B. Johnson, eng zusammen. Da Eisenhower selbst zum moderaten Flügel seiner Partei gehörte und ähnliche Ziele verfolgte wie die Demokraten, gestaltete sich diese Kooperation weitestgehend unproblematisch.
Für seine Wirtschaftspolitik wurden die neuen Begriffe Modern Republicanism (moderner Republikanismus) und Dynamic Conservatism (dynamischer Konservatismus) geprägt. Diese Politik verfolgte die Begrenzung staatlicher Ausgaben und damit einen Rückzug der öffentlichen Hand aus dem Wirtschaftsgeschehen. Dieses Ziel konnte insoweit erreicht werden, als die Staatsausgaben während Eisenhowers Amtsperiode nicht signifikant anstiegen. Ein weiteres Ziel seiner Wirtschaftspolitik war die Stärkung des Wettbewerbs. Zu diesem Zweck trieb er eine Anti-Trust-Gesetzgebung voran. In seiner Amtszeit wurden die Lohn-Preis-Kontrollen aufgehoben sowie Marktregulierungen zurückgefahren.
Eisenhower war jedoch, anders als manche konservativen Republikaner, Befürworter des Social-Security-Konzepts, das in den 1930er-Jahren unter Franklin D. Roosevelt im Rahmen des New Deal eingeführt worden war. Auch unter Eisenhower erfolgte eine Ausweitung der Sozialversicherungen und eine Erhöhung des Mindestlohns.
In einem privaten Brief erklärte Präsident Eisenhower seinen Standpunkt wie folgt:

“Should any party attempt to abolish social security and eliminate labor laws and farm programs, you would not hear of that party again in our political history. There is a tiny splinter group of course, that believes you can do these things … Their number is negligible and they are stupid.”

„Sollte irgendeine Partei versuchen, die Sozialversicherung aufzugeben und das Arbeitsrecht und die Landwirtschaftsprogramme abzuschaffen, dann würde man von dieser Partei in unserer politischen Geschichte nie wieder etwas hören. Es gibt natürlich eine kleine Splittergruppe, die glaubt, man könne so etwas tun […] Ihre Anzahl ist jedoch vernachlässigbar und sie sind dumm.“

#### Bürgerrechte
In den 1950er-Jahren wurde der Ruf der Afroamerikaner nach voller Gleichberechtigung immer lauter. Eisenhower sprach sich öffentlich dafür aus, den Schwarzen mehr Rechte zuzugestehen. Sein Vorgänger Truman hatte durch die Executive Order 9981 zur Beendigung der Rassentrennung in den Streitkräften im Jahr 1948 bereits begonnen, den Schwarzen mehr Rechte einzuräumen. Dennoch war ihre volle Gleichstellung noch lange nicht erreicht.
Mit Earl Warren ernannte Eisenhower im Oktober 1953 erstmals einen liberalen Gegner der Rassendiskriminierung zum Obersten Richter (Chief Justice). In der historischen Gerichtsentscheidung Brown v. Board of Education von 1954 erklärte der Oberste Gerichtshof der Vereinigten Staaten die Rassentrennung an Schulen für verfassungswidrig und forderte die Bundesstaaten zu einer entsprechenden Gesetzgebung auf. Als Folge des Urteils kam es zu landesweiten Protesten, vor allem in den Südstaaten. In der Folge musste Eisenhower 1957 Bundestruppen nach Little Rock (Arkansas) entsenden, um dort neun schwarzen Schülern den Schulbesuch zu ermöglichen und sie vor Übergriffen weißer Demonstranten zu schützen. Später bezeichnete Eisenhower die Ernennung Warrens als „den größten Fehler, den ich je gemacht habe“ („the biggest damn mistake I ever made“).
Ebenfalls 1957 unterzeichnete er den Civil Rights Act of 1957, der das Wahlrecht der Schwarzen schützte. Dieses Gesetz wurde jedoch durch den Einfluss von konservativen Politikern besonders in den Südstaaten so weit abgeschwächt, dass es faktisch wirkungslos blieb. Wirksame Gesetze gegen die Diskriminierung Schwarzer sowie die endgültige Aufhebung der Rassentrennung wurden erst in der Amtszeit von Präsident Lyndon B. Johnson 1963 bis 1969 umgesetzt.

#### Neuaufnahme von Bundesstaaten

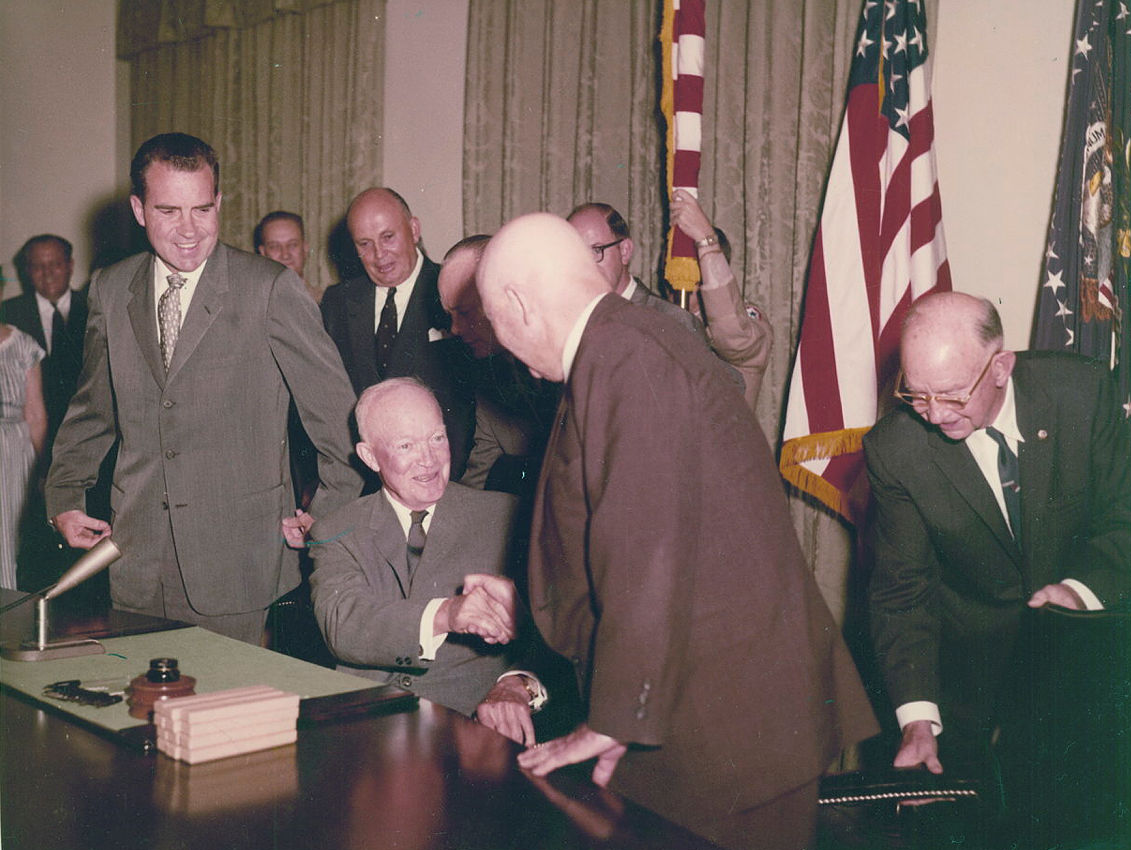
Eisenhower bei der Unterzeichnung des Gesetzes zur Aufnahme Hawaiis als Bundesstaat (1959)

Während Eisenhowers Zeit als Präsident wurden zwei neue Bundesstaaten aufgenommen:
- Alaska, am 3. Januar 1959
- Hawaii, am 21. August 1959

Sie sind bis heute die letzten in die USA aufgenommenen Bundesstaaten.

#### Berufungen an den Supreme Court
Eisenhower ernannte in seiner Zeit als Präsident fünf Richter am Obersten Gerichtshof der USA:
- Earl Warren, 1953 (Chief Justice)
- John Marshall Harlan II, 1954
- William J. Brennan, 1956
- Charles Evans Whittaker, 1957
- Potter Stewart, 1958

#### Ende der Präsidentschaft

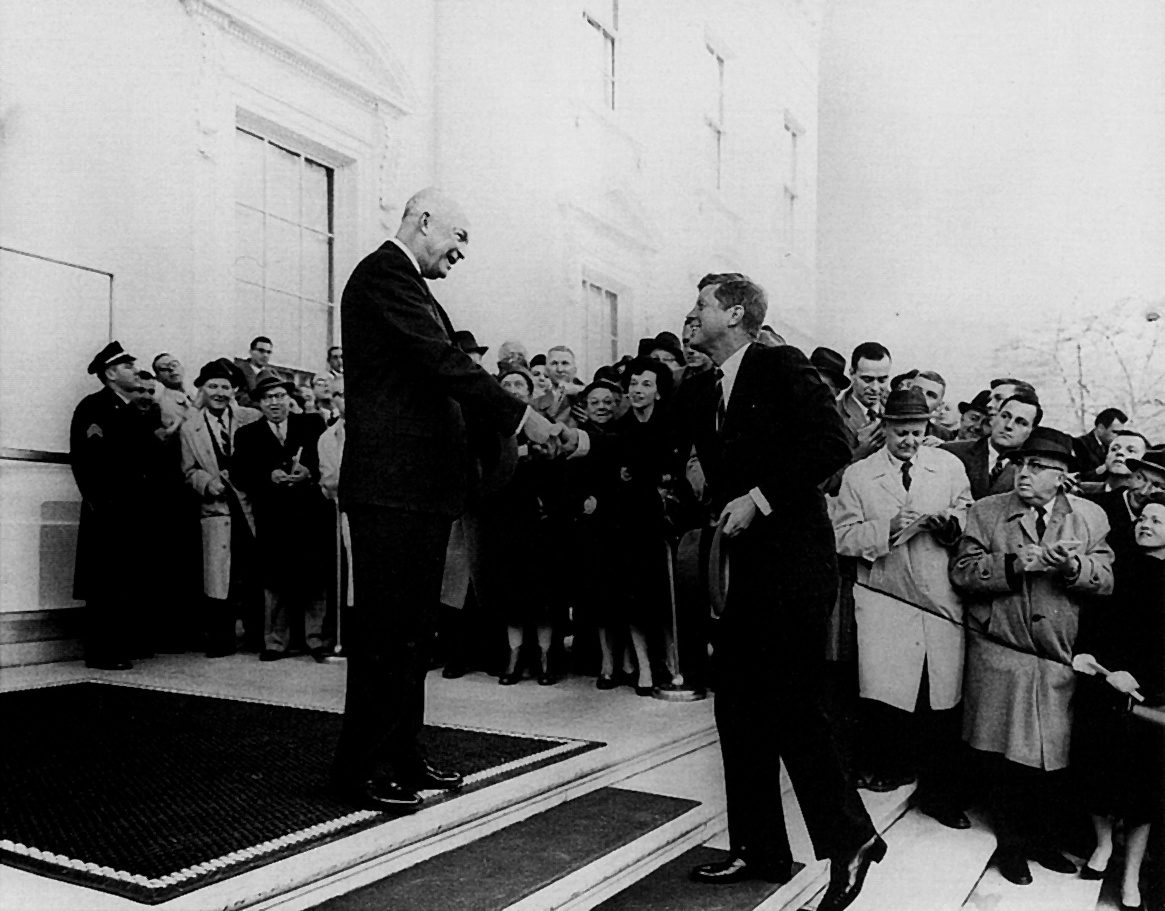
Der scheidende Präsident Eisenhower (links) empfängt im Dezember 1960 seinen gewählten Nachfolger John F. Kennedy vor dem Weißen Haus

Eisenhower war der erste amerikanische Präsident, der von dem 1951 ratifizierten 22. Zusatzartikel zur Verfassung betroffen war. Dieser beschränkt die Amtszeit des Präsidenten auf zwei Wahlperioden. Für die Präsidentschaftswahl 1960 war er daher von einer erneuten Kandidatur ausgeschlossen, obwohl er nach wie vor ein relativ hohes Ansehen genoss. Ebenso war Eisenhower der erste US-Präsident, der unmittelbar nach Ende seiner Amtszeit unter den von ihm 1958 unterzeichneten Former Presidents Act fiel. Dieses Gesetz sieht Pensionszahlungen für ehemalige Präsidenten vor, was zuvor nicht der Fall war.
Im Wahlkampf 1960 spielte er keine aktive Rolle, sprach sich jedoch für den republikanischen Kandidaten, Vizepräsident Richard Nixon, aus. Den Demokraten John F. Kennedy betrachtete er als zu unerfahren für das Weiße Haus. In diesem Zusammenhang wird ihm das Zitat „I will do almost anything to avoid turning my chair and country over to Kennedy.“ (deutsch: „Ich werde fast alles tun, um zu verhindern, dass ich meinen Stuhl und mein Land an Kennedy übergeben muss.“) zugeschrieben. In einer knappen Entscheidung am 8. November 1960 konnte sich Kennedy jedoch durchsetzen.
In seiner Abschiedsrede als Präsident vom 17. Januar 1961 warnte Eisenhower eindringlich vor den Gefahren, die ein einflussreicher, von ihm erstmals so bezeichneter „militärisch-industrieller Komplex“ für die USA in Zukunft mit sich bringen würde:

„Wir in den Institutionen der Regierung müssen uns vor unbefugtem Einfluss – beabsichtigt oder unbeabsichtigt – durch den militärisch-industriellen Komplex schützen. Das Potenzial für die katastrophale Zunahme fehlgeleiteter Kräfte ist vorhanden und wird weiterhin bestehen. Wir dürfen es nie zulassen, dass die Macht dieser Kombination unsere Freiheiten oder unsere demokratischen Prozesse gefährdet. Wir sollten nichts als gegeben hinnehmen. Nur wachsame und informierte Bürger können das angemessene Vernetzen der gigantischen industriellen und militärischen Verteidigungsmaschinerie mit unseren friedlichen Methoden und Zielen erzwingen, so dass Sicherheit und Freiheit zusammen wachsen und gedeihen können.“

Diese Warnung wird in der Forschung unterschiedlich gewichtet. Der Politikwissenschaftler Josef Braml spricht von „weiser Voraussicht“ Eisenhowers und verweist auf zahlreiche Versuche, die amerikanischen Rüstungsausgaben zu senken, die alle an dem „eisernen Dreieck“ aus Partikularinteressen, Exekutive und Kongressausschüssen gescheitert seien. Der Amerikanist Michael Butter interpretiert die Rede dagegen als Fortführung verschwörungstheoretischer Diskurse in den USA, die, wie George Washingtons Farewell Adress von 1796, die Furcht vor einer Subversion zum Thema hatten. Zahlreiche Verschwörungstheoretiker nahmen Bezug auf diese Rede: Unter anderem wird sie in Oliver Stones Film JFK – Tatort Dallas eingangs zitiert.
Die Amtsübergabe erfolgte am 20. Januar 1961. Mit seinen damals 70 Jahren war Eisenhower der bis dahin älteste amtierende Präsident (worin er später von Ronald Reagan überholt wurde). Mit dem 43-jährigen Kennedy übergab er die Präsidentschaft an den zweitjüngsten und den jüngsten direkt gewählten Amtsinhaber.

### Spätere Jahre

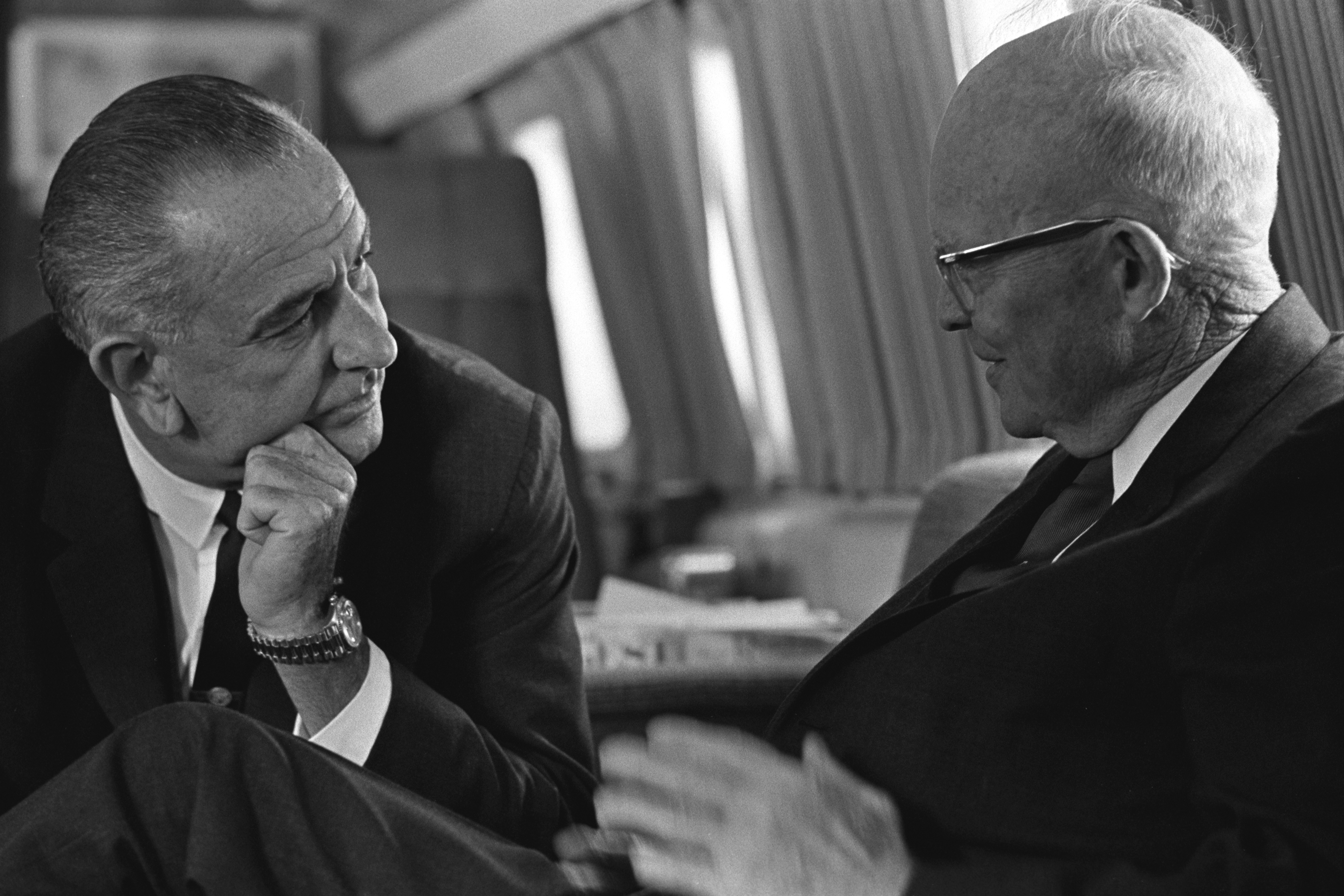
Eisenhower (rechts) bei einer Unterredung mit Präsident Johnson im Oktober 1965

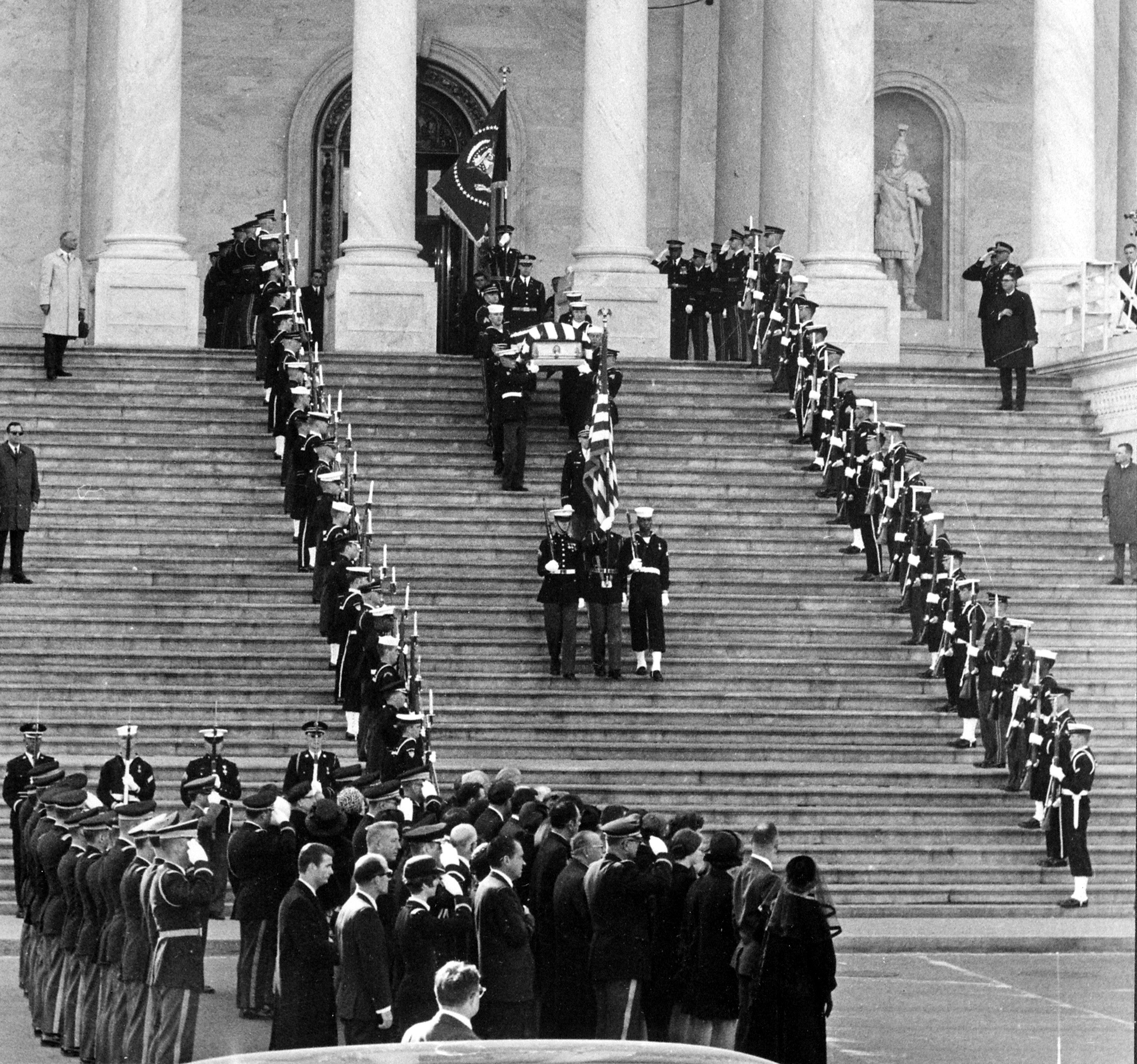
Feierlichkeiten zu Eisenhowers Begräbnis im März 1969

Nach dem Ende seiner Präsidentschaft im Januar 1961 zog sich Eisenhower mit seiner Frau Mamie ins Privatleben nach Pennsylvania zurück. Politisch trat er nicht mehr in Erscheinung. Im Sommer 1964 hielt er im Zuge des Präsidentschaftswahlkampfes auf dem Republikanischen Parteitag eine Rede, war jedoch von dem erzkonservativen Kandidaten Barry Goldwater wenig überzeugt. In den 1960er-Jahren beriet er die Präsidenten John F. Kennedy und Lyndon B. Johnson in militärischen Fragen im Kontext des Vietnamkrieges. Eisenhower stand jedoch dem Kampfeinsatz amerikanischer Soldaten in Südostasien eher skeptisch gegenüber, obwohl er seinerzeit als Präsident erste Militärberater nach Südvietnam entsandt hatte. Während seines Ruhestandes verfasste er außerdem seine zweibändigen Memoiren.
1965 erlitt Eisenhower einen Herzinfarkt. Ab 1968 verschlechterte sich sein Gesundheitszustand zusehends. 1968 wurde er in ein Washingtoner Krankenhaus eingeliefert, wo er am 28. März 1969 im Alter von 78 Jahren an Herzversagen starb. Die amerikanische Öffentlichkeit reagierte mit großer Anteilnahme auf sein Ableben. Am 31. März 1969 fand in der Washington National Cathedral eine Trauerfeier mit prominenten Staatsgästen statt. Neben dem amtierenden US-Präsidenten Richard Nixon und seiner Frau waren der französische Staatspräsident Charles de Gaulle, Bundeskanzler Kurt Georg Kiesinger, der Präsident von Tunesien Habib Bourguiba, König Baudouin von Belgien und der iranische Schah Mohammad Reza Pahlavi Trauergäste. Am 2. April wurde Eisenhower in Abilene (Kansas) beigesetzt, wo auch seine 1979 verstorbene Frau Mamie ihre letzte Ruhe fand.

### Nachwirkung
Eisenhowers historische Bewertung war nach dem Ende seiner Präsidentschaft 1961 einem starken Aufwärtstrend unterworfen. Auf die 1950er-Jahre, als deren Verkörperung Eisenhower nach Meinung des Historikers Hermann-Josef Rupieper galt, folgten die turbulenten 1960er-Jahre, in denen Eisenhower kaum noch im Bewusstsein der US-Öffentlichkeit war. Eine Umfrage unter Amerikanern von 1962 platzierte ihn in der unteren Hälfte der beliebtesten Präsidenten. Sein öffentliches Ansehen begann jedoch in den Jahrzehnten nach seinem Tod signifikant zu steigen. Im 21. Jahrhundert zählt er zu den populärsten amerikanischen Präsidenten. Dies wird im Wesentlichen auf den steigenden Wohlstand während seiner Regierungszeit sowie seine als führungsstark wahrgenommene Haltung im Kalten Krieg zurückgeführt. Auch der unter ihm betriebene Ausbau der Infrastruktur, insbesondere das Interstate-Highway-System, galt als wichtige Errungenschaft seiner Präsidentschaft.
Unter Historikern fällt die Bewertung jedoch auch kritisch aus: Seine Politik habe zwar zu keiner direkten militärischen Konfrontation mit dem Ostblock geführt, doch seien keine bilateralen Abkommen zur Sicherstellung des Friedens geschlossen worden. Trotz des wachsenden Wohlstandes der amerikanischen Gesellschaft blieben zentrale soziale Probleme wie die endgültige Gleichberechtigung von Afroamerikanern ungelöst.

## Ehrungen und Auszeichnungen
Ehrungen
- Dwight D. Eisenhower Memorial in Washington, D.C. (eingeweiht 2020)
- Statue Eisenhowers in der National Statuary Hall Collection in Washington, D.C.; Kansas hatte ihn als eine von zwei historischen Persönlichkeiten ausgewählt
- Eisenhower-Institut in Washington, D.C. von 1983
- Der Flugzeugträger Dwight D. Eisenhower wurde 1977 nach ihm benannt.
- Eisenhower Range in der Antarktis
- US-Dollar-Münze von 1971 mit Eisenhowerrelief (Präsidenten-Dollar)
- Denkmäler in Rom beim NATO-Verteidigungskolleg sowie im Grosvenor Square in London von 1989
- Das Interstate Highway System wurde als Dwight D. Eisenhower National System der Interstate Highways bekannt.
- Eisenhower-Tunnel auf der Interstate 70
- Wichita Dwight D. Eisenhower National Flughafen in Wichita, Kansas, seit 2014
- Eisenhower Hall der Kadettenschule von 1974 und Eisenhower Monument von 1983 in West Point
- Dwight D. Eisenhower Schule in Washington, D.C.; ein Senior College des Verteidigungsministeriums
- Viele weitere Schulen oder Schulgebäude erhielten seinen Namen
- Mehrere Parks, Plätze und Straßen wurden nach ihm benannt.
- In der Historischen Rangordnung der höchsten Offiziere der Vereinigten Staaten wird er auf dem 19. Rang geführt.

Auszeichnungen (Auswahl)

Eisenhowers Wappen

- Diverse Auszeichnungen der USA und anderer Länder, u. a.
  - Distinguished Service Cross, USA
  - Navy Distinguished Service Medal, USA
  - Legion of Merit, USA
  - Großkreuz der Ehrenlegion, Frankreich
  - Großes Goldenes Ehrenzeichen am Bande für Verdienste um die Republik Österreich, Österreich (1965)[52]
  - Bath-Orden, Vereinigtes Königreich
  - Order of Merit, Vereinigtes Königreich
  - Elefanten-Orden, Dänemark; im Zuge dieser Auszeichnung nahm Eisenhower ein Wappen an, das als redendes Wappen unter Bezugnahme auf die frühere Schreibweise seines Familiennamens – Eisenhauer – einen Amboss sowie das Rangabzeichen eines General of the Army zeigt. Der Wahlspruch lautet „Peace through understanding“.[53]
- Ehrendoktorwürde vom Grinnell College in Grinnell, Iowa.